# Stater

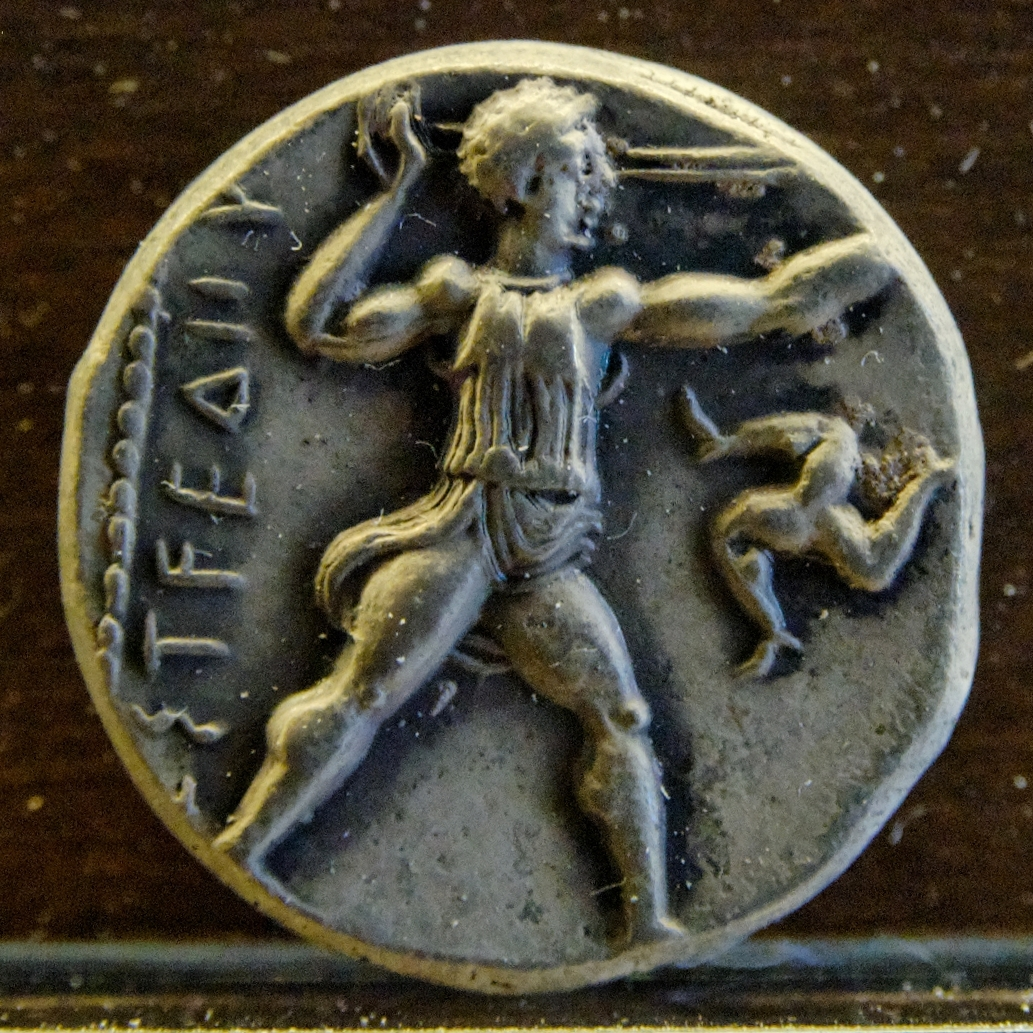
Rückseite eines Staters aus Aspendos mit der Aufschrift ΕΣΤFΕΔIIΥ (d. h. „aus Estwediiys“), dem örtlichen Namen für Aspendos sowie der Darstellung eines Schleuderers und einer Triskele

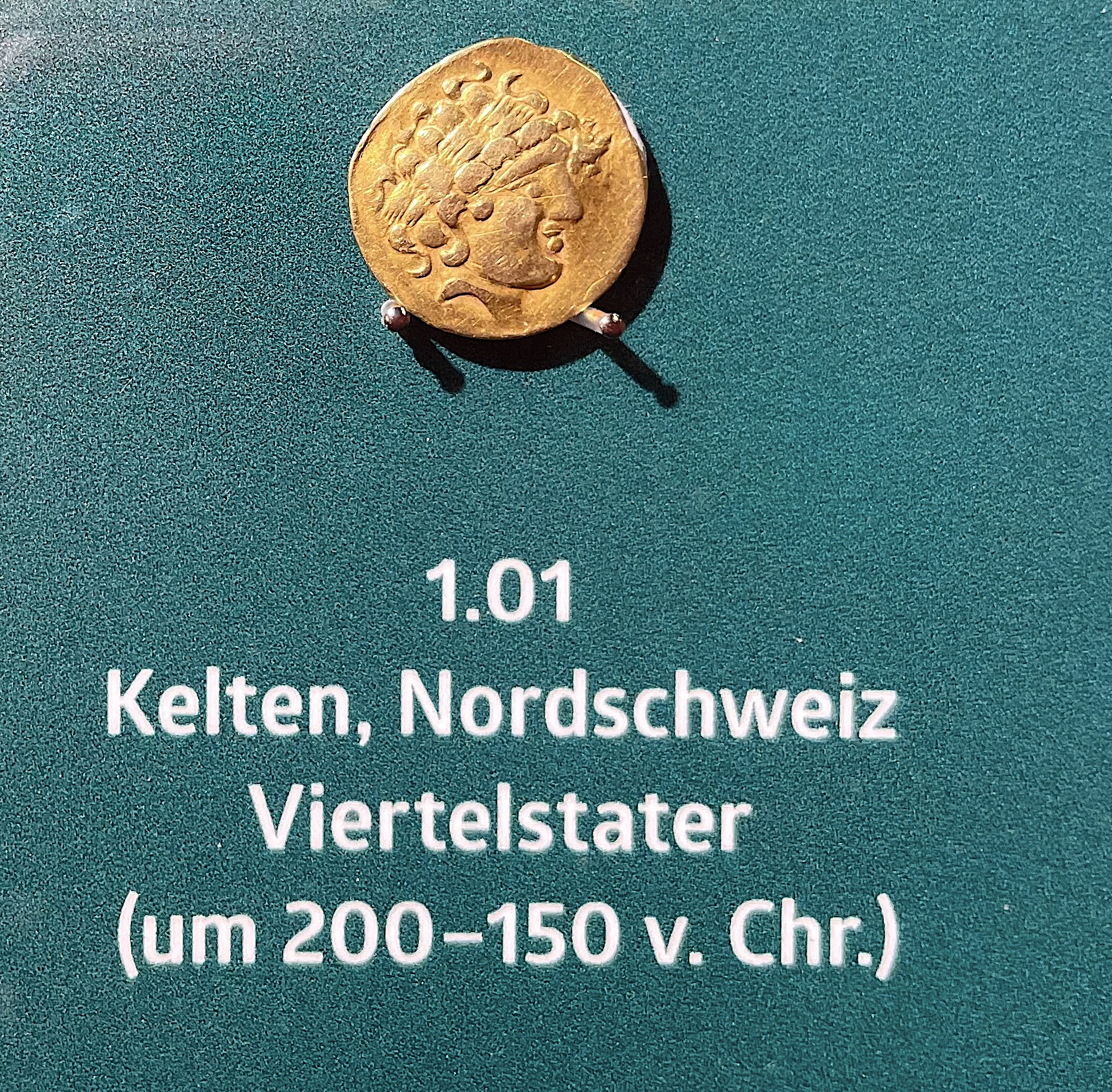
Keltischer Viertelstater

Stater (altgriechisch στατήρ) ist der Name verschiedener Geldstücke der Antike. Der Stater gilt als die wichtigste griechische Münze. Der Name bedeutet so viel wie derjenige, der wiegt und weist damit auf die früheste Funktion von Münzen als genormte Gewichte hin. Deswegen ist der Stater in erster Linie ein Normal- oder Einheitsstück, der eine Gewichtseinheit bestimmt. In der attischen Münzprägung ab etwa 530/520 v. Chr. bildet zum Beispiel das Tetradrachmon den Stater, was in Prägestätten, die sich am attischen Beispiel orientierten, in der Regel übernommen wurde.
Die meistverbreiteten Stater-Münzen sind die nach attischem Münzfuß geprägten Goldstücke Philipps II. und Alexanders des Großen von Makedonien.

## Griechische Stater im antiken Münzsystem
1 Talent = 60 Minen
1 Mine = 100 Drachmen
1 Stater = 2 Drachmen
1 Drachme = 6 Oboloi
1 Obolus = 8 Chalkoi
Der Obolus ist die kleinste Einheit, die jedoch gelegentlich in weitere Einheiten aufgespalten wurde, bis hin zum Achtelobolus (Chalkus).
Siehe auch: Alte Maße und Gewichte (Antike)

## Bekannte Stater-Münzen
- Der attische Goldstater, meist im 5. Jahrhundert v. Chr. geprägt, wiegt etwa 8,6 g.
- Der altägyptische Goldstater, im 4. Jahrhundert v. Chr. eingeführt.
- Der Kyzikener Stater, etwa 16 g schwer, war ein aus Elektron (Gold-Silber-Legierung) geprägtes Stück.
- Der äginetische Stater ist das silberne Didrachmon von 12,3 g.
- Der thasische Silberstater, etwa 10 g.
- Keltischer 1/24 Stater.
- Der Dareikos war eine im  Achämenidenreich geprägte Goldmünze mit 8,42 g.

Siehe auch: Alte Maße und Gewichte (Antike)